# Ōharano-jinja
Le Ōharano-jinja (大原野神社) est un sanctuaire shinto situé dans l'arrondissement de Nishikyō-ku de Kyoto au Japon.
Le sanctuaire Ōhorano est dédié à Amenokoyane, le kami tutélaire des Fujiwara, qui aurait aidé à la fondation de l'État.

## Histoire
Le sanctuaire bénéficie du patronage de la famille impériale au début de l'époque de Heian. En 965, l'empereur Murakami ordonne que des messagers impériaux soient envoyés pour informer des événements importants les kamis tutélaires du Japon. Ces heihaku sont d'abord présentés à seize sanctuaires dont le Ōharano-jinja.
De 1871 à 1946, Matsunoo-taisha est officiellement désigné comme l'un des kanpei-taisha (官幣大社) dans le système moderne de classement des sanctuaires shinto, ce qui signifie qu'il est au premier rang des sanctuaires soutenus par le gouvernement.

## Galerie d'images

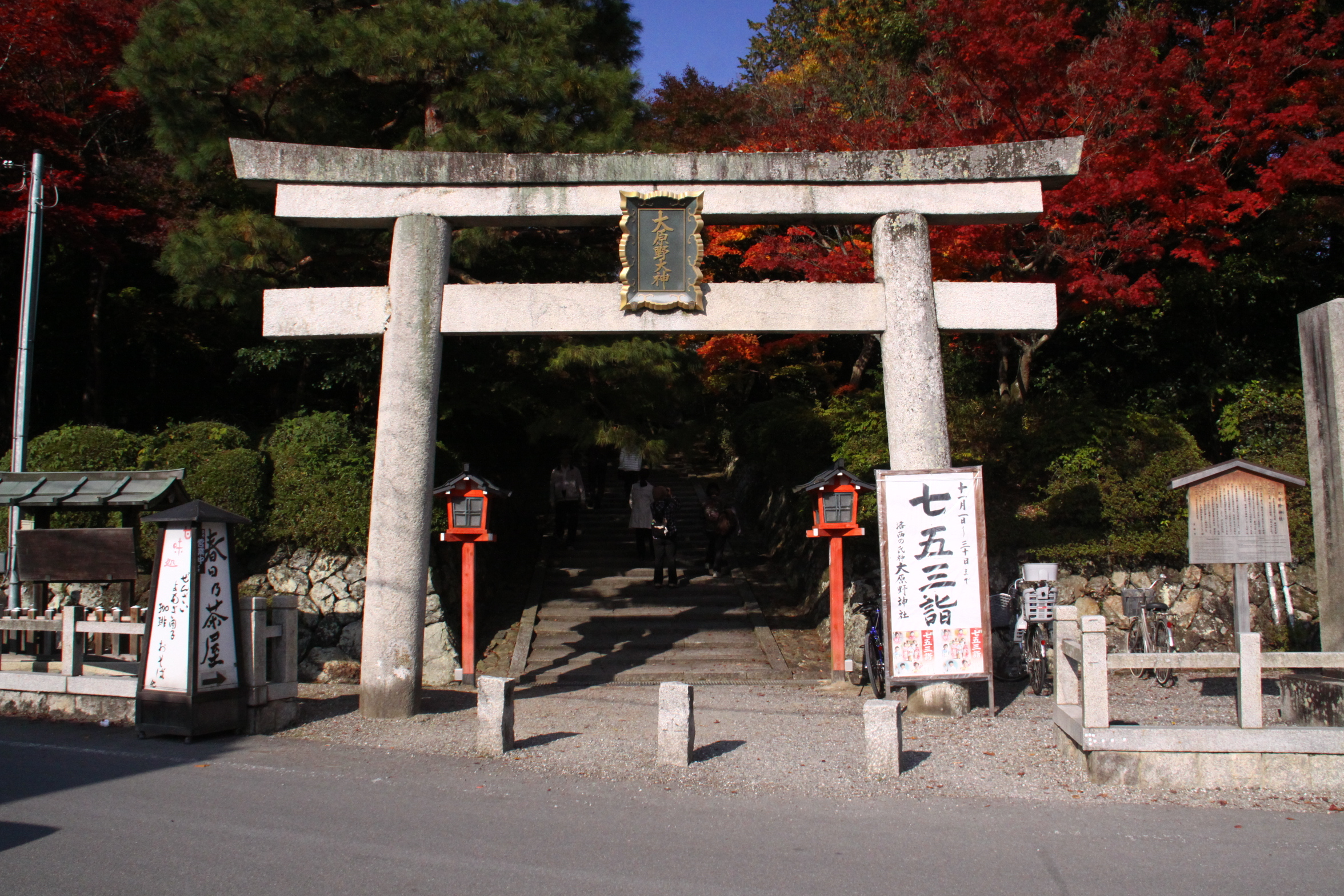
Premier torii.
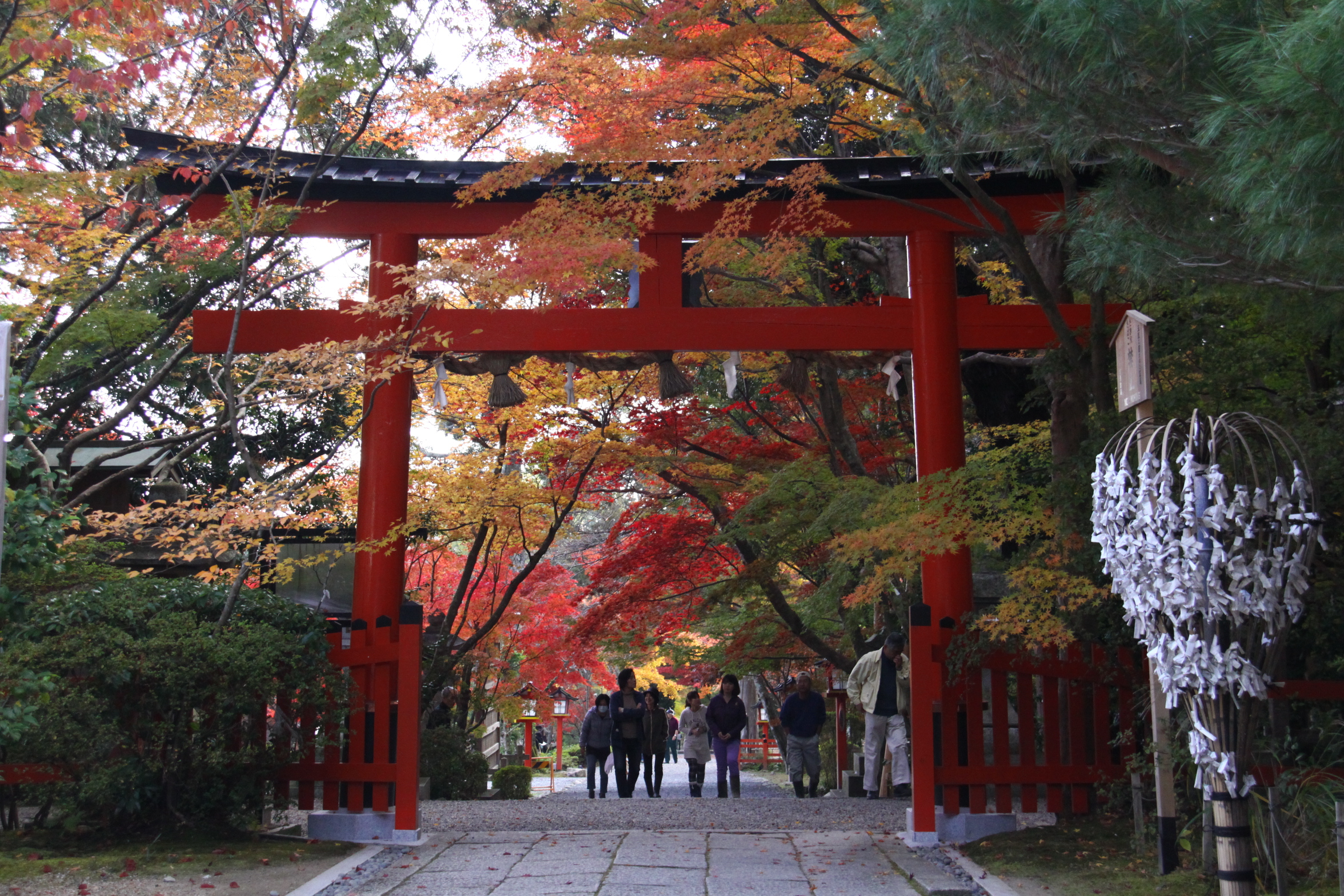
Troisième torii.
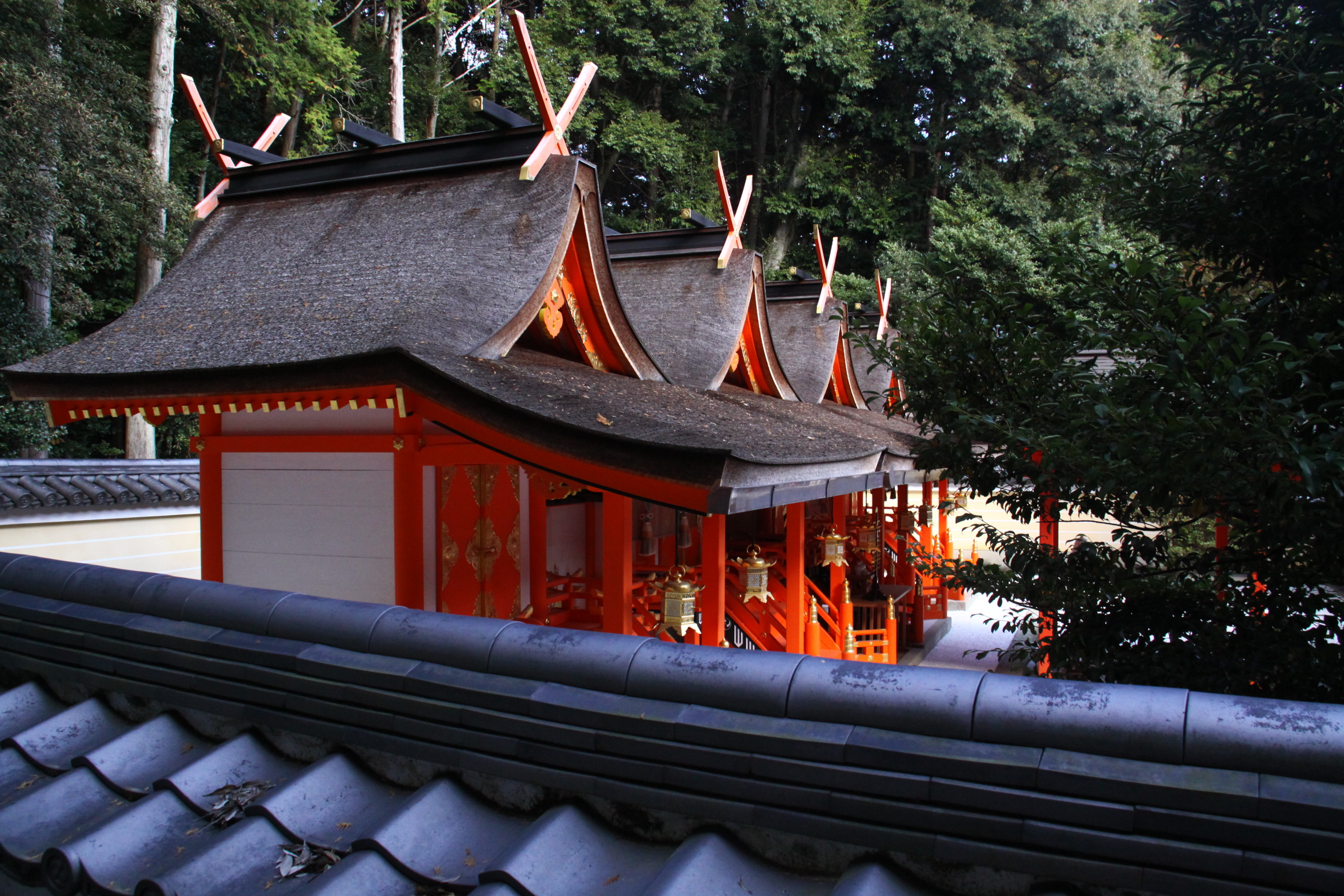
Honden.
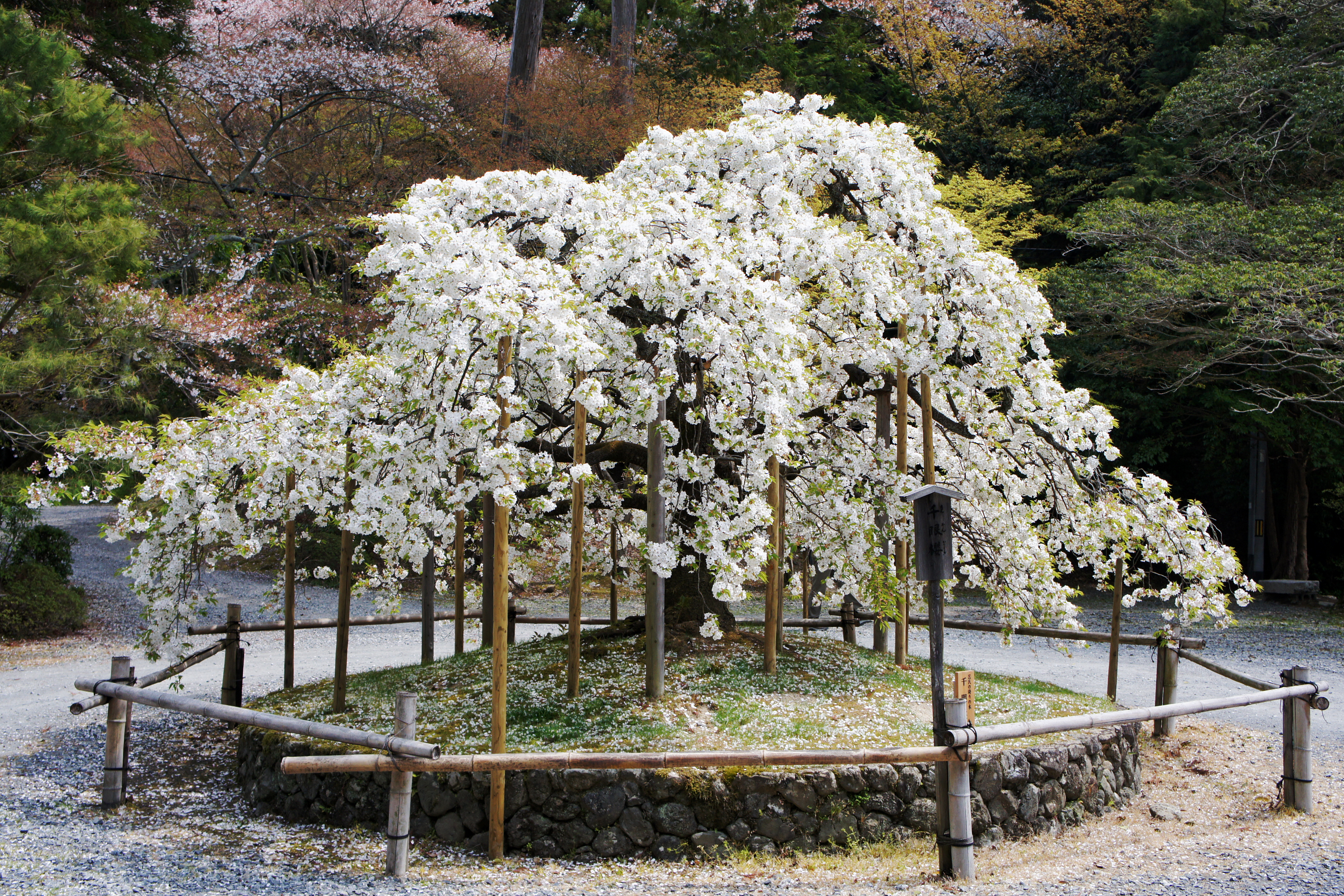
Sengan-zakura.
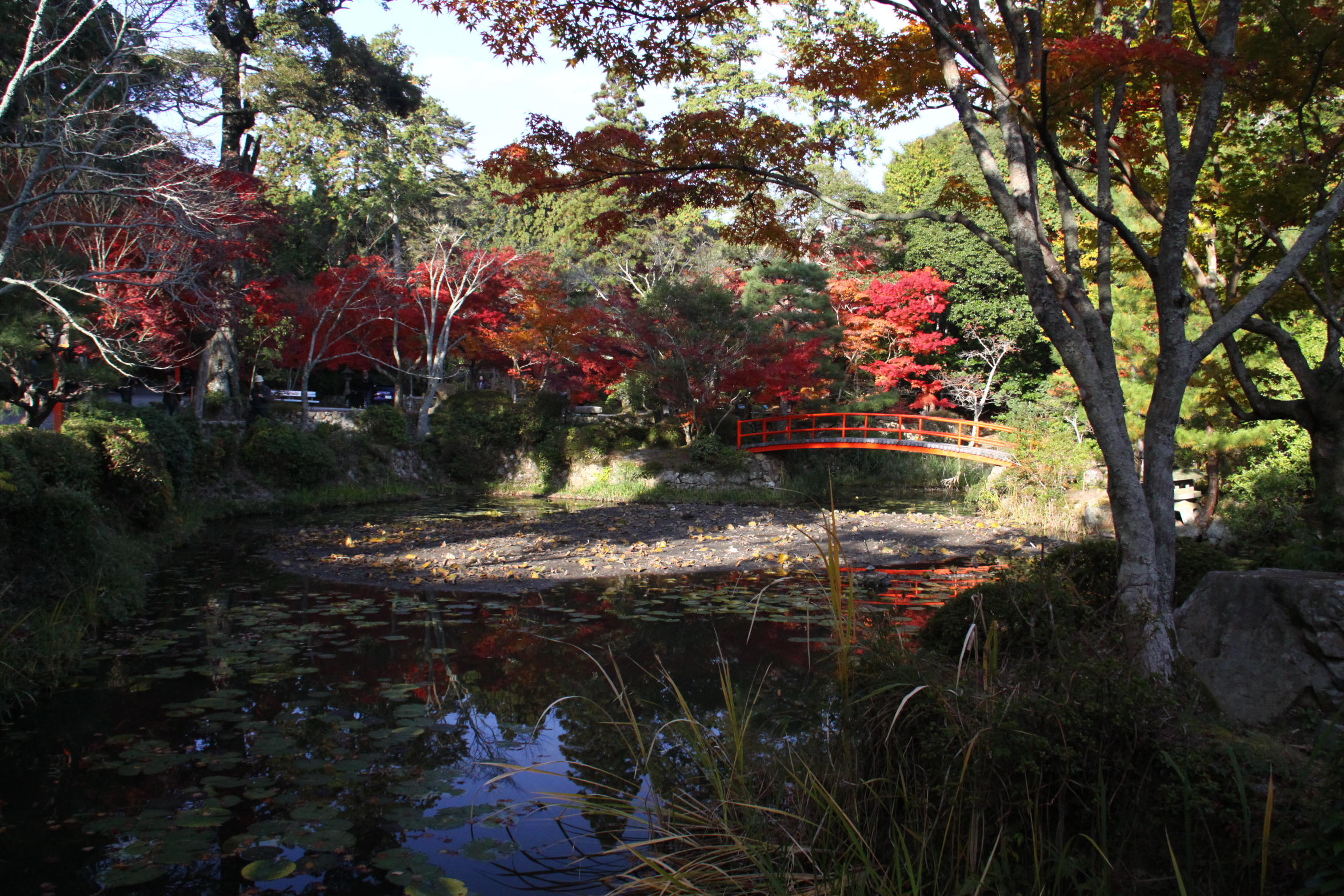
L'étang à carpes.

## Source de la traduction
- (en) Cet article est partiellement ou en totalité issu de l’article de Wikipédia en anglais intitulé « Ōharano Shrine » (voir la liste des auteurs).